# Engraved in black
Engraved in black es el título del tercer álbum de Graveworm, publicado en 2003 por el sello discográfico Nuclear Blast. Este álbum cuenta con la versión Losing my religion de la banda R.E.M.

## Canciones
1. Dreaming into reality – 7:03
2. Legions unleashed – 5:29
3. Renaissance in blood – 3:42
4. Thorns of desolation – 4:10
5. Abhorrence – 4:50
6. Losing my religion (R.E.M. cover) - 4:24
7. Drowned in fear – 4:49
8. Beauty of malice – 5:25
9. Apparition of sorrow – 2:04

## Créditos
- Stefan Fiori - voz
- Stefan Unterpertinger - guitarra
- Eric Righi - guitarra y bajo
- Sabine Mair - teclado
- Martin Innerbichler - batería

- Datos: Q3054326